# Крутовский сельсовет (Липецкая область)
Крутовский сельсове́т — сельское поселение в Добровском районе Липецкой области. 
Административный центр — село Крутое.

## История
В соответствии с законом Липецкой области №114-оз «О наделении муниципальных образований в Липецкой области статусом городского округа, муниципального  района, городского и сельского поселения» от 2 июля 2004 года Крутовский сельсовет наделён статусом сельского поселения.

## Население
| 2010 | 2012 | 2013 | 2014 | 2015 | 2016 | 2017 |
| ---- | ---- | ---- | ---- | ---- | ---- | ---- |
| 760  | ↘755 | ↗765 | ↘746 | ↗756 | ↘752 | ↗768 |
| 2018 | 2021 |      |      |      |      |      |
| ↘760 | ↗793 |      |      |      |      |      |

## Состав сельского поселения
| № | Населённый пункт | Тип населённого пункта       | Население |
| - | ---------------- | ---------------------------- | --------- |
| 1 | Делеховое        | село                         | ↘207      |
| 2 | Крутое           | село, административный центр | ↘553      |